# Ultragaz São Paulo
Die Ultragaz São Paulo war der erste in Deutschland gebaute LPG-Gastanker.

## Geschichte
Das Schiff wurde von der United States War Shipping Administration bei der Bethlehem-Fairfield-Werft in Baltimore in Auftrag gegeben. Das Libertyschiff wurde am 24. April 1943 auf Kiel gelegt und lief am 24. Mai als Thomas F. Bayard vom Stapel. Nach der Ablieferung am 31. Mai 1943 ging es unter Bereederung der Nortraship in London als Edvard Grieg in Bareboatcharter an den Norwegischen Staat. Im Dezember 1946 erwarb Andreas Stray aus Farsund das Schiff und im Februar 1950 wurde die Edvard Grieg auf die Osloer Gesellschaft A/S Sobral des norwegischen Reeders Øivind Lorentzen übertragen.
Nach dem Ende des Zweiten Weltkrieges stieg der Transportbedarf für Flüssiggas, das bis dahin in einzelnen Tanks an Deck von Stückgutschiffen transportiert wurde. Im November 1947 nahm die Natalie O. Warren der Warren Petroleum Corporation, einer der ersten Flüssiggas-Tanker der Welt den Liniendienst zwischen Houston und New York auf, dem kurz darauf ein weiterer in den Vereinigten Staaten umgebauter Flüssiggastanker folgte. Øivind Lorentzen zählte zu den Pionieren der Gasverschiffung. Er veräußerte die Edvard Grieg zunächst an die zur Socony-Vacuum Oil Company gehörenden Brilliant Transportation Company in Panama von der das Schiff an die mit Lorentzen verbundene Interessengemeinschaft LPG Carriers in Monrovia übertragen, die das Schiff durch Vermittlung der Deutschen Vacuum Oel Aktiengesellschaft in Hamburg bei den Howaldtswerken in Kiel zum Gastanker umbauen ließ.
Nach erfolgtem Umbau wurde das Schiff ab Juli 1952 im Handel zwischen Texas und der südamerikanischen Ostküste eingesetzt. Im August 1961 wurde der Gastanker auf die ebenfalls zu Øivind Lorentzen gehörende A/S Gasskib übertragen und in Mundogaz São Paulo umbenannt. Im Februar 1969 wurde das Schiff aus der Fahrt genommen und auf die wiederum zu Lorentzen gehörende Mundogas (Storage) übertragen, die es als Gastanklager in Santos einsetzte. Nachdem 1971 die Maschinenanlage entfernt wurde, strich man das Schiff 1972 aus dem Register. Der weitere Verbleib ist unbekannt.

## Technik
Der Umbau zum Flüssiggastanker wurde parallel von den Klassifikationsgesellschaften American Bureau of Shipping und Det Norske Veritas zertifiziert. Das Schiff gehörte zum ältesten Gastankertyp, der seine Ladung bei Umgebungstemperatur transportierte. Die Gase wurden mit rund 15 bar Druck verflüssigt. Um diesem Druck standzuhalten, waren die Wände der Ladetanks 33 mm dick. Sie wogen bis zu 50 Tonnen und verliehen dem Schiff ein hohes Eigengewicht. Die 66 aufrecht stehenden zylindrischen Ladetanks besaßen einen Durchmesser von bis zu 3,83 Metern und waren bis zu 14,65 Meter hoch. Daher nutzen sie das Volumen des Schiffskörpers nicht voll aus, was die Ladekapazität im Vergleich zum vorhandenen Schiffsraum minderte. Die Ultragaz São Paulo besaß 7248 m³ Ladetankvolumen und konnte 3804 Tonnen Flüssiggas transportieren.